# Hydraena bergsteni
Hydraena bergsteni (лат.) — вид жуков-водобродок рода Hydraena из подсемейства Hydraeninae. Назван bergsteni в честь коллектора типовой серии Johannes Bergsten, собравшего много новых видов малагасийских Hydraenidae.

## Распространение
Встречаются на Мадагаскаре.

## Описание
Водобродки мелкого размера (около 2 мм), удлинённой формы. Общая окраска спины тёмная красновато-коричневая; голова темнее пронотума, почти буроватая; пронотум узко окаймлен спереди и сзади светло-коричневым; надкрылья такие же тёмные, как пронотальный диск, за исключением более светлых плечевых углов; ноги коричневые до темно-коричневых; нижнечелюстные щупипки светло-коричневые, дистальная ½ последнего пальпомера не темнее. По цвету и размеру похож на H. oscillata, но имеет пронотум иной формы, более поперечный и с более отчётливо бисинуированными боковыми краями; также надкрылья менее яйцевидные и пронотальные пунктуры меньше. Взрослые жуки, предположительно, как и близкие виды, растительноядные, личинки плотоядные.

## Классификация
Вид был впервые описан в 2017 году американским энтомологом Philip Don Perkins (Department of Entomology, Museum of Comparative Zoology, Гарвардский университет, Кембридж, США) по типовым материалам с острова Мадагаскар. Включён в состав подрода Monomadraena вместе с видами H. furcula, H. oscillata, H. acicula, H. quatriloba и H. furcula.